# Słup milowy w Kamionnie

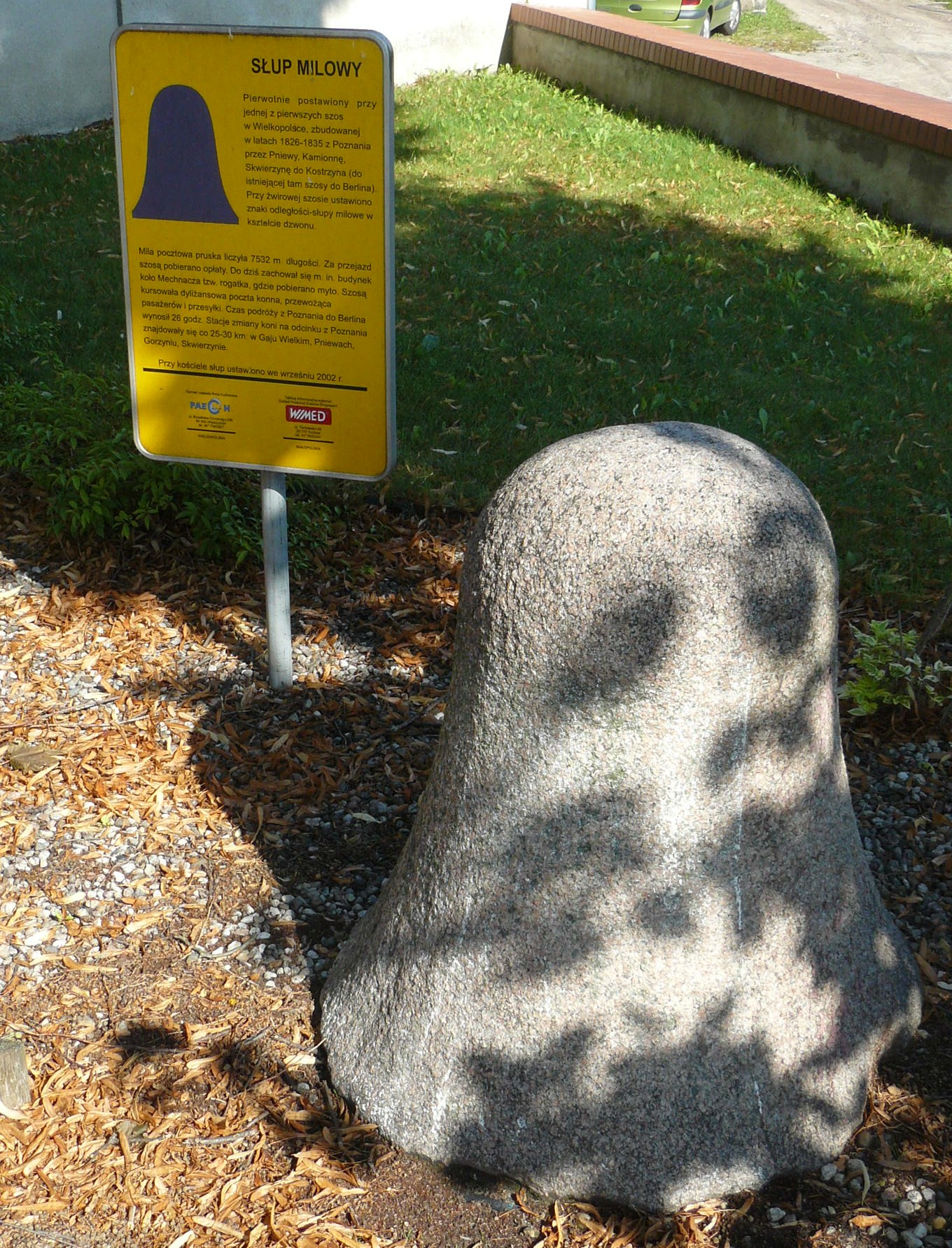
Słup milowy w Kamionnie

Słup milowy w Kamionnie – zabytek drogownictwa, dawny słup milowy, zlokalizowany przy kościele Narodzenia Najświętszej Marii Panny w Kamionnie.
Słup ustawiono, jako jeden z wielu przy jednej z pierwszych zbudowanych w Wielkopolsce szos – z Poznania do Kostrzyna nad Odrą przez Pniewy, Kamionnę i Skwierzynę. Drogę zbudowano w latach 1826-1835. W Kostrzynie połączono ją z już istniejącym traktem na Berlin. Droga była płatna (myto), żwirowa, a co milę pocztową, czyli pruską (7532,48 m) umieszczono kamienne słupy w kształcie dzwonów. W obecne miejsce słup przeniesiono we wrześniu 2002.